# Dan Halloran
Dan Halloran es un político republicano miembro del Consejo municipal de Nueva York. Dan también fue apoyado por el Partido Libertario, Partido Independencia de Nueva York y Partido Conservador de Nueva York como candidato para su elección en el consejo municipal en 2009, representante del distrito 19 en Queens y elegido el 3 de noviembre de 2009. Sustituye a Tony Avella, quien había fracasado en la nominación como candidato para la alcaldía. Según informes, desde 2009 ha sido el candidato que ha conseguido el cargo electo más alto en el Partido Libertario de los Estados Unidos.
Dan Halloran participa en Justicia Criminal e Incendios, seguridad pública, uso de la tierra (incluido monumentos de interés público y sub-comité de suelo público y uso marítimo), vivienda pública, salud mental, retraso mental, alcoholismo, y comités de servicios a la drogodependencia y discapacidad.
En marzo de 2012 los republicanos de Queens eligieron a Dan Halloran como candidato al Congreso de los Estados Unidos para un nuevo distrito tras el anuncio de la retirada del veterano demócrata Gary Ackerman de la escena política.

## Teodismo
Su estudio sobre los pueblos nórdicos y arqueología vikinga e investigación en Irlanda le llevaron a desarrollar un creciente interés hacia la mitología nórdica y el teodismo, que le comportó una amplia visión que se hizo muy atractiva. Halloran es miembro de la agrupación New Normannii Reik, una rama del neopaganismo germano. El semanario The Village Voice describió a Halloran como «el primer pagano electo en America»; aunque otra seguidora del reconstruccionismo pagano, Jessica Orsini (Helenismo) ya había sido anteriormente elegida en el consejo de la ciudad de Centralia (Misuri) en el 2006.

## Vida
Halloran creció en un entorno familiar irlandés tradicional y trabajó como abogado antes de dedicarse a la política. Consiguió su doctorado (J.D.) en St. John's University Law School y una licenciatura en historia y antropología de la Universidad de la Ciudad de Nueva York.
Halloran trabajó en el departamento de policía y varias oficinas del fiscal del distrito antes de iniciar su carrera privada como abogado en una firma de Queens y Long Island. También como asesor en diversos estamentos judiciales e incluso árbitro designado para la corte suprema de Queens.

## Visión política
Halloran es un republicano de largo peregrinaje, fiscal conservador y libertario opuesto al "Obamacare". Ha aparecido como comentarista habitual en Fox News Channel, donde se ha discutido asuntos que van desde la reforma de salud hasta los gastos del gobierno, exploración costera por petróleo y otros principios conservadores y liberales.
Se le solicitó la permanencia en el Congreso de los EE. UU., para el ciclo electoral de 2010 en el 5º Distrito de Nueva York por los dirigentes republicanos, libertarios y conservadores. 
A pesar de ser cortejado por el NRCC y el congresista Peter King, se retiró de la propuesta argumentando la crisis económica en la ciudad de Nueva York, los presupuestos del Estado y la necesidad de sanear las finanzas de la ciudad antes de que pudiera considerar acceder a cualquier otra oficina.
Halloran el primer candidato electo en la ciudad de Nueva York que criticó públicamente el Park51 («Córdoba House»), proyecto de la mezquita cercana a la zona cero del WTC. Un primo de Dan Halloran, el teniente Vincent Halloran del cuerpo de bomberos, murió en los atentados del 11 de septiembre de 2001. Halloran dijo: 
Si deseamos una nación de paz entonces la paz viene con la comprensión. Y ellos deben entender que este es un lugar sagrado para los neoyorquinos. La ciudad de Nueva York es la más grande ciudad del mundo [un lugar de tolerancia religiosa], pero esa tolerancia comienza cuando dices «Yo entiendo tu dolor, y no voy a infligirte más».

## Denuncias públicas
Halloran fue centro de atención cuando dijo que cinco empleados municipales le habían hablado de una ralentización deliberada en la limpieza de nieve después de una tormenta de nieve en diciembre de 2010, la desaceleración fue organizada presuntamente para perjudicar al alcalde Michael Bloomberg. La declaración de Halloran precipitó varias investigaciones criminales. Los dos trabajadores que identificó, sin embargo, no corroboraron su historia, y se negó a nombrar a los otros tres.

## Religión
La religión de Halloran se convirtió en tema durante la campaña después de que se reveló que él era un partidario del Teodismo, una forma de neopaganismo germano. En la página web de su agrupación, Halloran ofrece las siguientes descripciones de sus creencias: 
Creemos en el honor y en los dioses y diosas del norte, espíritus de la tierra, y el recuerdo de nuestros antepasados
y describe a su grupo como
una organización cultural, religiosa y marcial; dedicada a reavivar el folclore de los pueblos nórdicos del norte de Europa.
Odín, Tyr y Freyr son algunas de las deidades que el grupo adora. Halloran también afirma que:
Es nuestra esperanza la reconstrucción de la religion pre-cristiana de los pueblos germánicos, en un marco cultural y desarrollo de la comunidad.
Cuando le preguntan sobre sus creencias, Halloran dice que:
Me eduqué en un entorno católico romano aquí en Auburndale. Fui bautizado en la Iglesia Católica y confirmado a la edad de 13 años. Estudié en escuelas de jesuitas. Entonces y ahora, la fe es la piedra angular de mi vida.
Halloran actuó como consejero legal y abogado auxiliar para el proyecto de orgullo pagano de la ciudad de Nueva York. El senador Frank Padavan afirmó que la religión de Halloran no debería ser un problema:
Tenemos todas las religiones bajo el sol en este distrito… todas están aquí, ¿y qué? Mientras todo el mundo se encuentre debidamente motivado, que así sea.
El mismo sentimiento se hizo eco el presidente del partido republicano en el condado de Queens, Phil Ragusa, quien definió a Halloran como «una persona tradicional» y «un tipo normal». Halloran también ha discutido sobre su teología a nivel nacional.

## Elecciones al Congreso 2012
El 16 de marzo de 2012 Halloran anunció su intención de hacer campaña para cubrir la vacante del sexto distrito al congreso de los Estados Unidos. Era el único candidato republicano y estuvo respaldado por el Partido Conservador de Nueva York por el que fue nominado. También fue nominado por el Partido Libertario en su convención estatal de abril de 2012.

## Corrupción política
El 2 de abril de 2013 Dan Halloran fue arrestado por una supuesta solicitud y aceptación de sobornos del político Malcolm Smith, senador demócrata de Nueva York. El 1 de mayo de 2013, Halloran anunció que no optaría por la reelección de su cargo. El 29 de julio de 2014, Dan Halloran fue declarado culpable de aceptar sobornos, orquestando pagos y participar en un plan para ayudar a los demócratas a la postulación de Smith para alcalde en el 2013 como republicano. Fue declarado culpable tanto de actuar como enlace entre los funcionarios de Smith y del Partido Republicano y de recibir por lo menos $15,000 en sobornos para la designación de alrededor de $80,000 en fondos de la Ciudad de Nueva York a una entidad sin ánimo de lucro, lo que permite que el dinero sea malversado a través de un puesto de trabajo inexistente. El 4 de marzo de 2015 el FBI publica en su web oficial la condena de diez años de prisión por el caso. En febrero de 2017, ingresó en prisión para cumplir su condena en el centro de transferencia federal de Oklahoma City, donde permanecerá hasta febrero de 2024.